# Cram-cram
Cram-cram (Cenchrus biflorus) és una herba gramínia anual comuna al Sahel africà on els tuaregs l'anomenen gharat i arriba a les zones àrides del subcontinent indi on s'aprofiten les llavors per fer una mena de pa soles o barrejades amb mill perlat. Segons el criteri del botànic Robert Capot-Rey, el límit nord de Cenchrus biflorus defineix la frontera sud del Sàhara.

És un aliment tradicional a l'Àfrica.